# Borås–Alvesta Järnväg
Borås–Alvesta Järnväg (BAJ) var det ursprungliga namnet på järnvägen Borås–Värnamo–Alvesta. Banan är 149 kilometer lång och var den sist öppnade delen av förbindelsen tvärs över Götaland mellan Göteborg och Karlskrona/Kalmar, det som idag utgör Kust till kust-banan. Den öppnades 23 december 1902 och togs snart i bruk för genomgående trafik Göteborg–Alvesta–Kalmar. Samarbete om trafiken och gemensam förvaltning med banan Göteborg–Borås skedde genom GBAJ, Göteborg–Borås–Alvesta.

## Historia
Göteborg hade sedan 1894 järnväg till Borås (Göteborg–Borås Järnväg, GBJ). En fortsättning mot Småland skulle ge Göteborg ett större handelsområde. Det var också i Göteborg som större delen av aktiekapitalet för den nya järnvägen tecknades. Göteborgs stad tecknade 1,5 miljoner kr och enskilda i staden också 1,5 miljoner kr, därtill GBJ 0,3 miljoner kr (av 4,6). I den första styrelsen var Göteborgsintressen företrädda av bland andra Theodor Mannheimer (bankdirektör) och August Wijkander (professor). Från Borås ingick i styrelsen Alfred Sandwall (fabrikör). Till vd och även byggnadschef utsågs löjtnanten C G Springchorn.
Söder om Borås fanns redan Kinds härads järnväg eller Kindsbanan till Svenljunga. Koncessionen för Borås–Alvesta-banan innehöll att Kindsbanan skulle hållas skadeslös, vilket ordnades genom att BAJ köpte Kindsbanan, som sedan revs och därmed ersattes av den nya banan. Kvar av Kindsbanan blev Hillared–Svenjunga som en sidobana, som också förlängdes till Axelfors (1904) vid Falkenbergs järnväg.
Hillared–Alvesta byggdes på entreprenad av Carl Jehander. Stationshusen längs banan uppfördes i trä med många snickeridetaljer. Flera av dem finns kvar. Stationshuset i Hjortsberga brann 1904, och ersattes av ett nytt i sten.
Av persontågen i början av 1900-talet var "Smålandsexpressen" snabbast. GBAJ satsade tidigt på reklam för persontrafiken, bland annat till rekreationsorten Hestra. 1904 utgav bolaget en resebeskrivning: En färd med Göteborg-Borås och Borås-Alfvesta järnvägar med bilder, en kartsektion över linjen och även en utvikbar höjdprofil.
Järnvägen övergick i statlig ägo 1 juli 1940. Den elektrifierades 1962 varigenom direkttågen Göteborg till Kalmar/Karlskrona kunde köra genomgående utan lokbyten i Borås respektive Alvesta.

## Stationshus

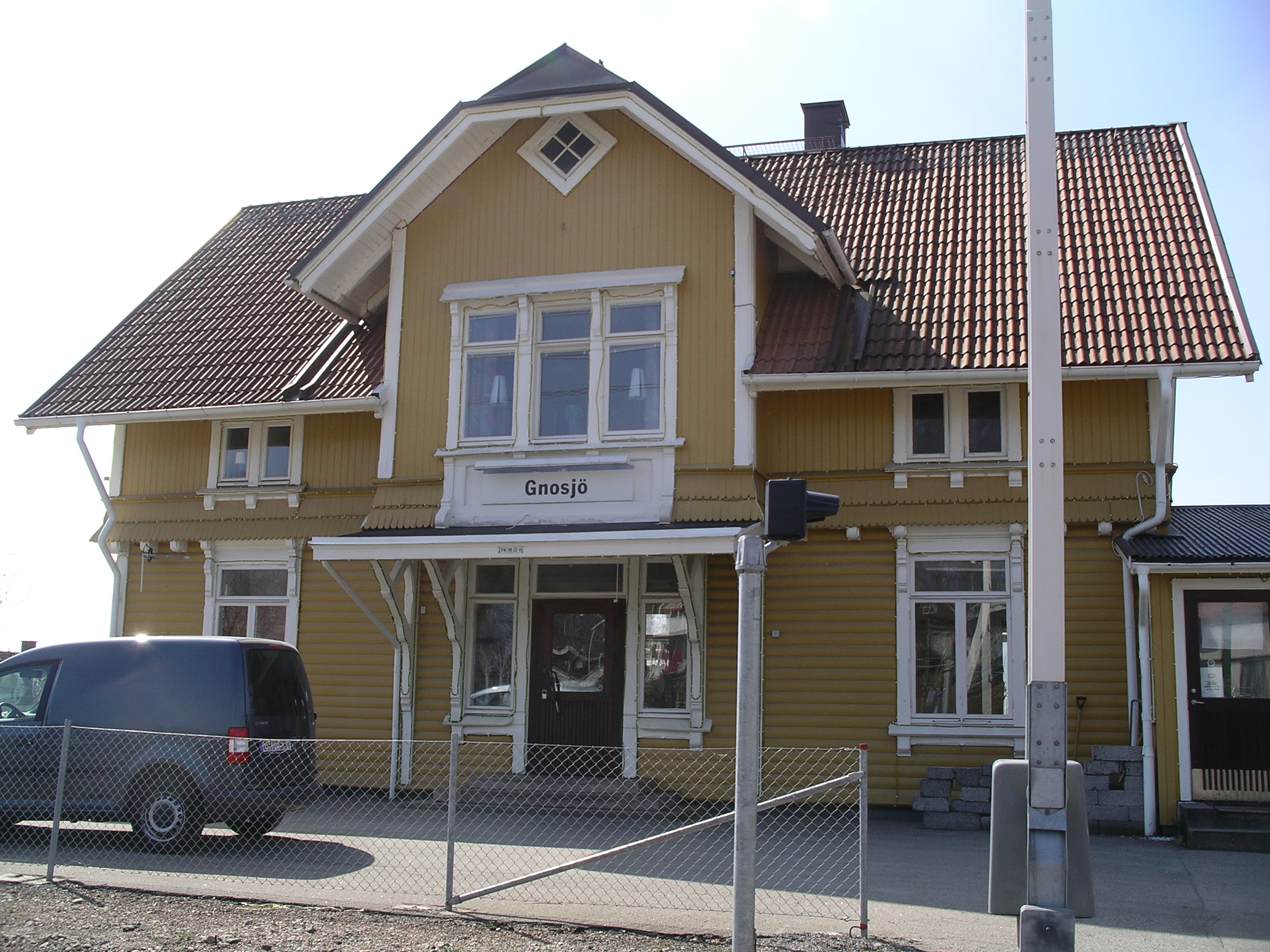
Gnosjö station.
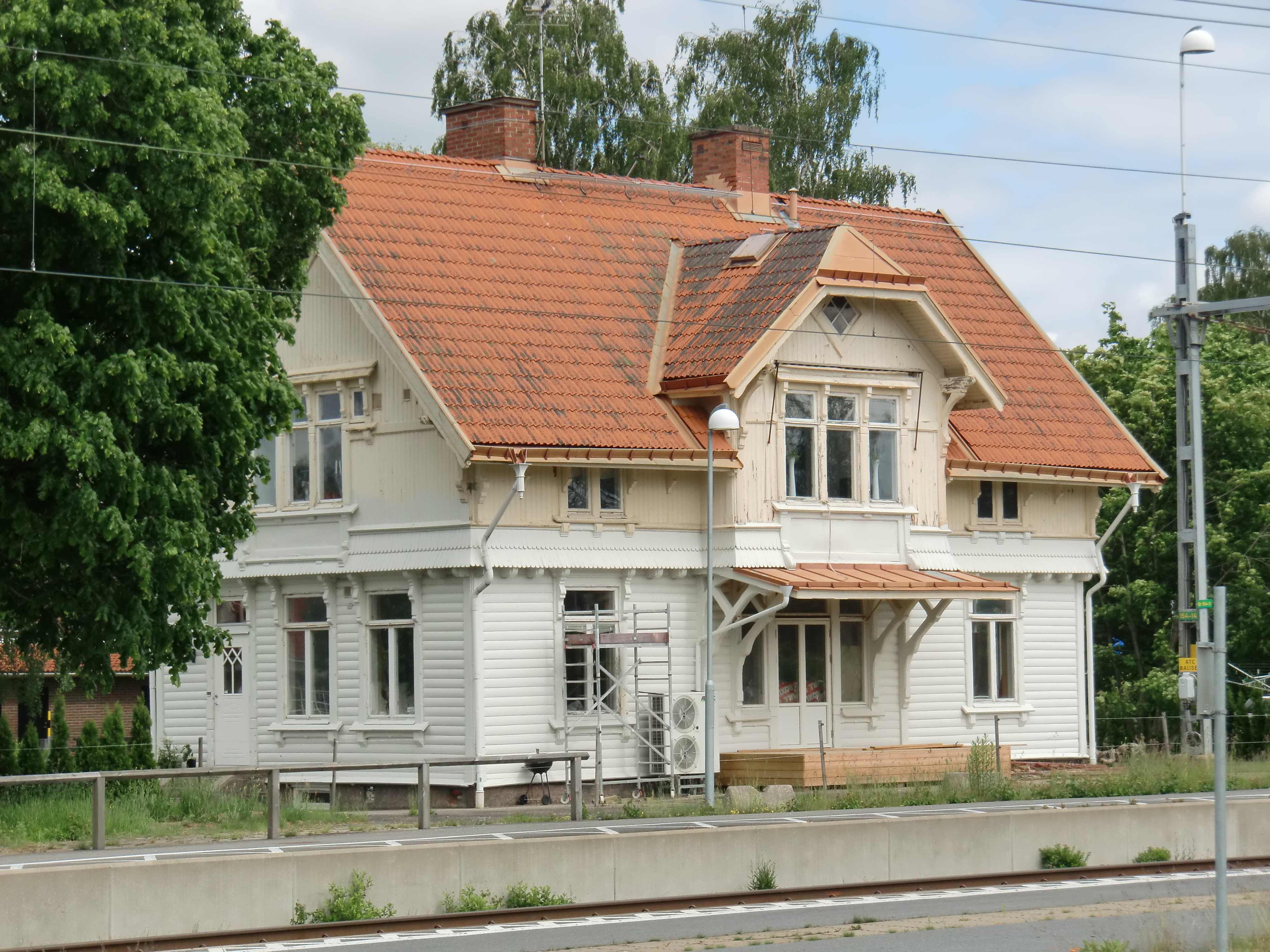
Hillerstorps station.
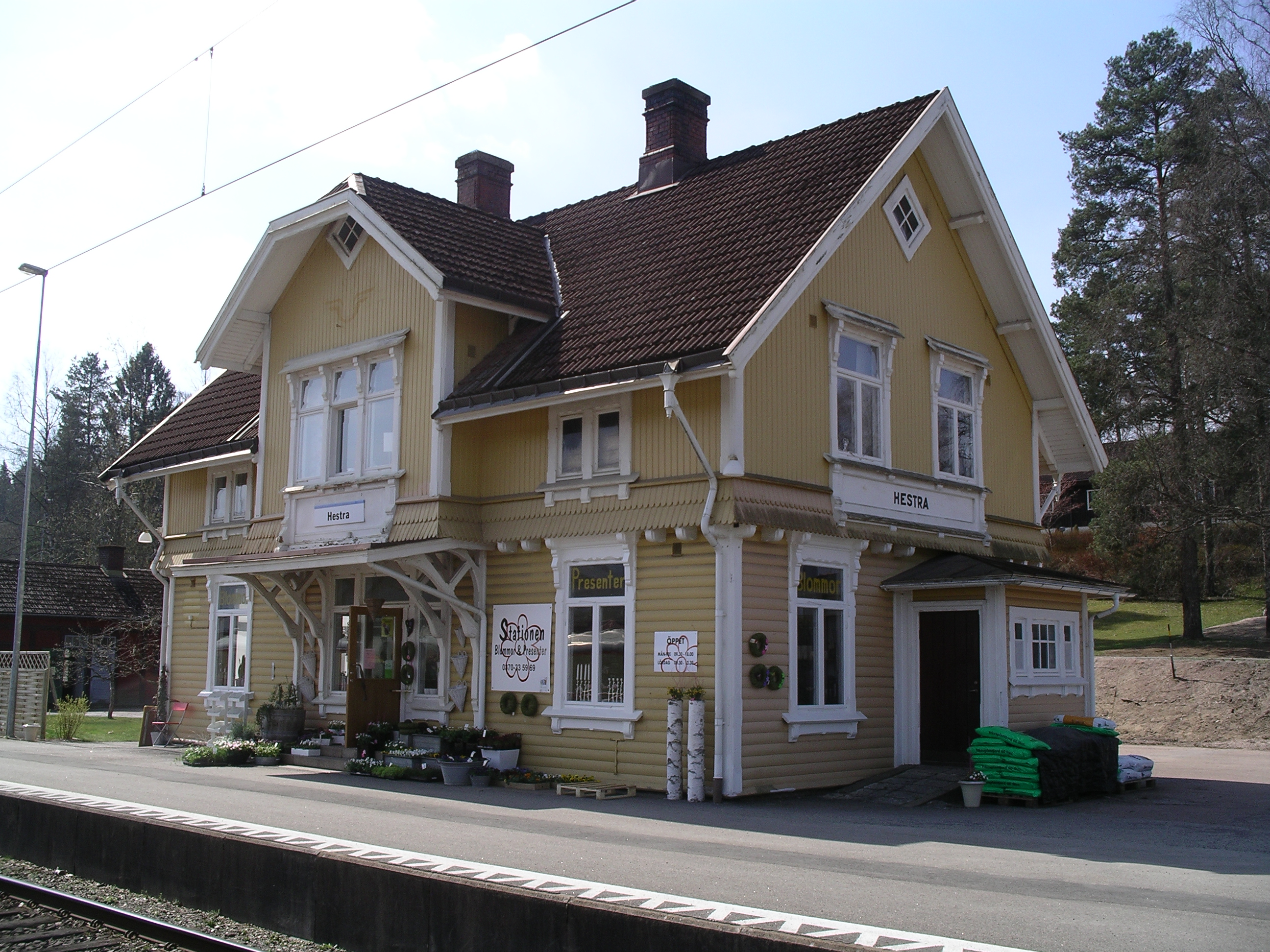
Hestra station.

## Kartor från 1926

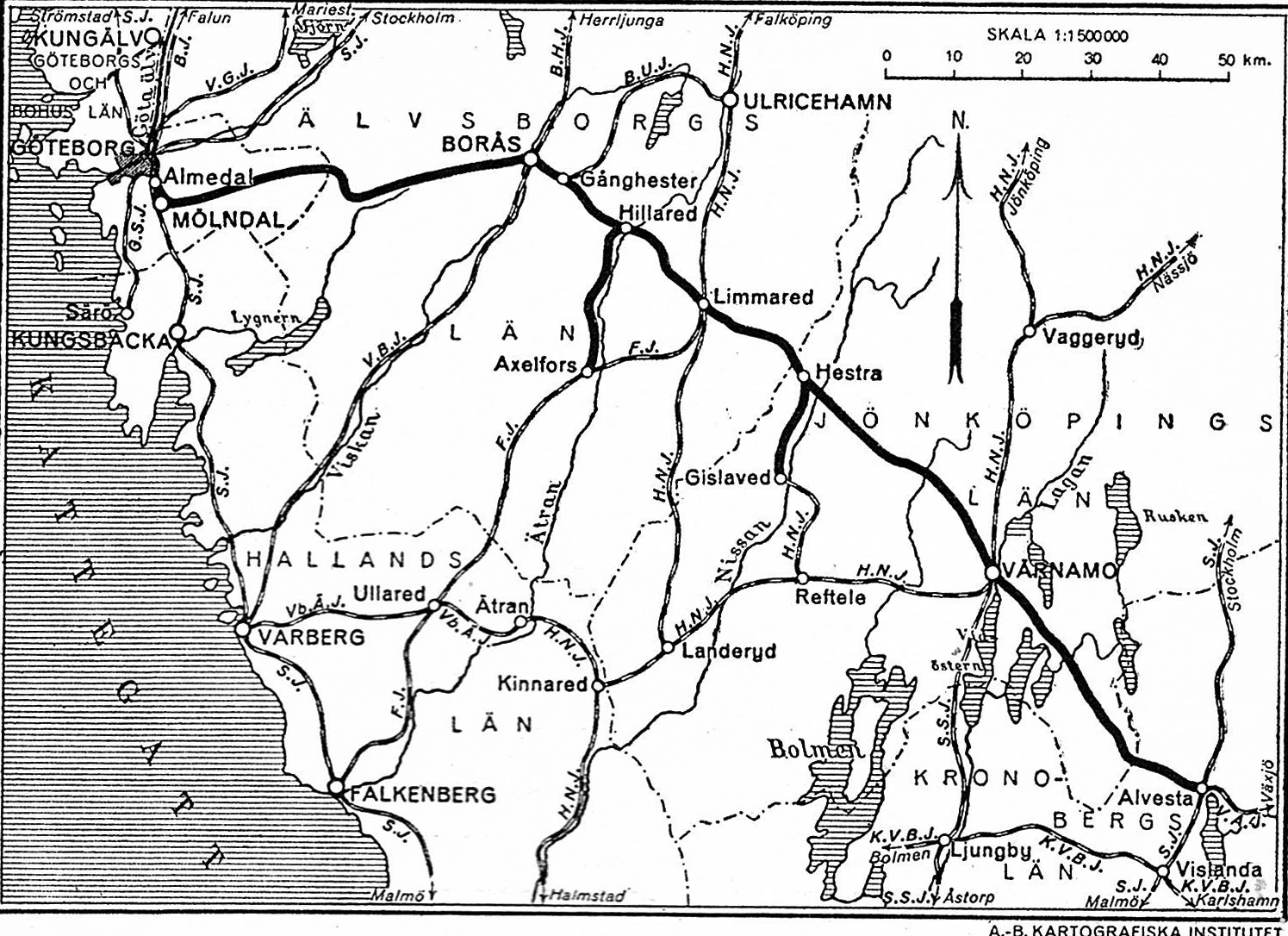
Sträckan Göteborg-Borås-Alvesta
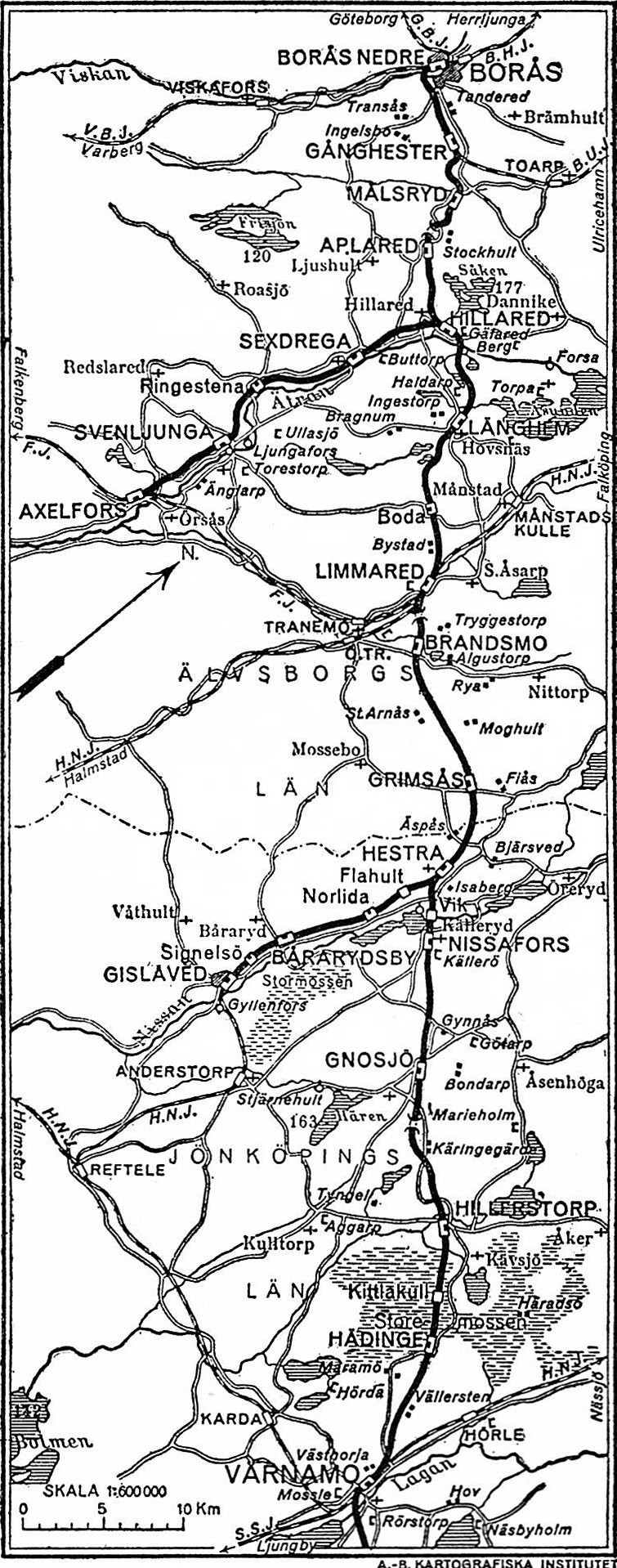
Delsträckan Borås-Värnamo
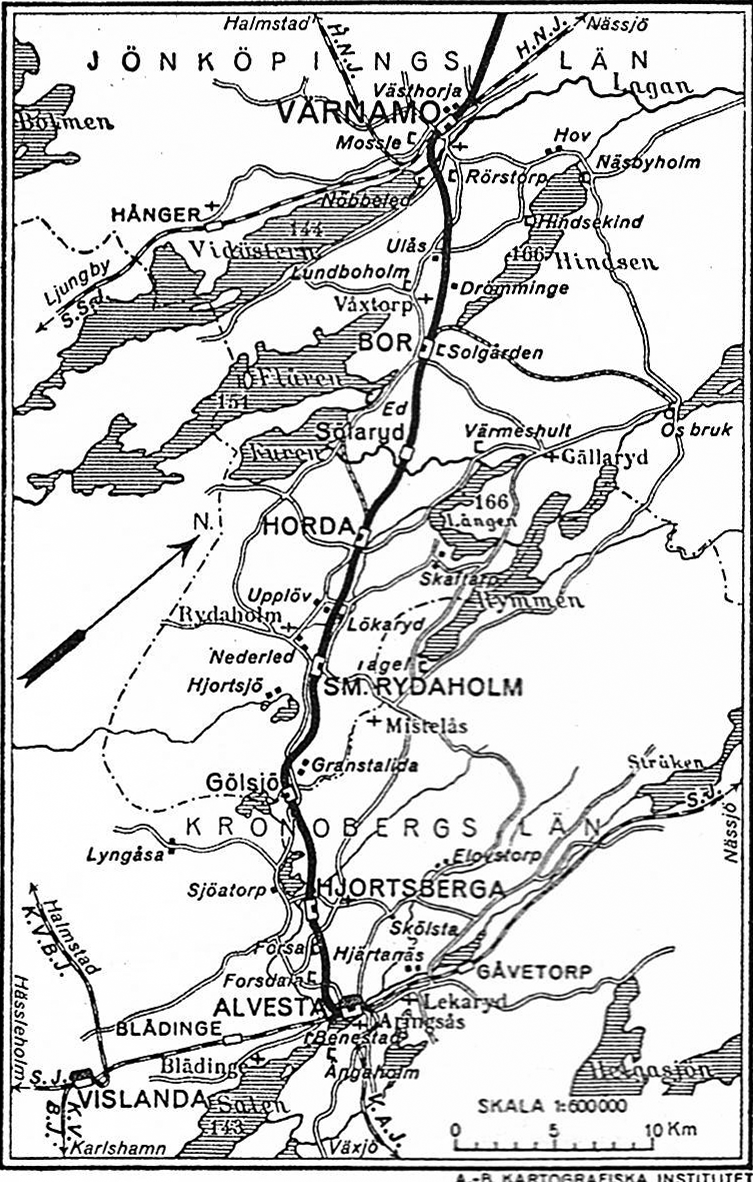
Delsträckan Värnamo-Alvesta